# 6 février dans les chemins de fer
6 janvier 6 mars
Chronologies thématiques
- Croisades
- Sports
- Disney

Cette page concerne les événements qui se sont déroulés un 6 février dans les chemins de fer.

## Événements

### XXesiècle
- 2000. Allemagne : le déraillement d'un train à Brühl, près de Cologne, fait huit morts et 149 blessés. L'accident serait dû au non-respect de la signalisation.